# كارلوس مارتن بريسينو
كارلوس مارتن بريسينو (بالإسبانية: Carlos Martin Briceño)‏ هو كاتب مكسيكي، ولد في 1966.